# Tschudowo
Tschudowo (russisch Чудово) ist eine Stadt in der Oblast Nowgorod (Russland) mit 15.397 Einwohnern (Stand 14. Oktober 2010).

## Geografie
Die Stadt liegt in der Ilmenniederung etwa 75 km nördlich der Oblasthauptstadt Weliki Nowgorod an der Kerest, einem linken Nebenfluss des Wolchow.
Tschudowo ist Verwaltungszentrum des gleichnamigen Rajons.
Die Stadt liegt an der 1851 eröffneten Bahnstrecke Sankt Petersburg–Moskau, der ehemaligen Nikolaibahn (Streckenkilometer 118). Von dieser zweigen hier eine ursprünglich 1871 als Schmalspurbahn eröffnete Strecke nach Weliki Nowgorod (später auf Breitspur umgebaut) sowie eine 1919 als Abkürzung der Verbindung von Moskau zur Murmanbahn bei Wolchow (Station Wolchowstroi) errichtete Strecke ab.
Durch Tschudowo führt auch die Fernstraße M10 Moskau–Sankt Petersburg–finnische Grenze.

## Geschichte
Der Ort war seit dem 16. Jahrhundert als Siedlung Tschudowski Jam an der Straße von der Newamündung über Nowgorod nach Moskau.
Zu Beginn des 19. Jahrhunderts Jam-Tschudowo genannt, nahm der Ort einem Aufschwung mit der Eröffnung der Nikolaibahn 1851 und hieß fortan wie die Bahnstation nur noch Tschudowo. Bald wurde die Station zu einem bedeutenden Knotenpunkt.
1937 wurde das Stadtrecht verliehen.
Im Zweiten Weltkrieg wurde Tschudowo am 20. August 1941 von der deutschen Wehrmacht besetzt und am 29. Januar 1944 von Truppen der Wolchow-Front der Roten Armee im Rahmen der Leningrad-Nowgoroder Operation befreit.

## Bevölkerungsentwicklung
| Jahr | Einwohner |
| ---- | --------- |
| 1897 | 1.380     |
| 1939 | 12.259    |
| 1959 | 11.430    |
| 1970 | 12.520    |
| 1979 | 14.520    |
| 1989 | 17.982    |
| 2002 | 17.434    |
| 2010 | 15.397    |

Anmerkung: Volkszählungsdaten

## Kultur und Sehenswürdigkeiten
Zu Gebäuden aus dem 19. Jahrhundert, welche den Zweiten Weltkrieg überlebt haben, gehören die Kirche der Gottesmutter von Kasan, kurz Kasaner Kirche (Казанская церковь/Kasanskaja Zerkow), sowie das Bahnhofsgebäude von 1877 sowie als Denkmale der Industriearchitektur das ehemalige Glas- und Keramikwerk (gegründet 1876) und die Streichholzfabrik (gegründet 1877).
In Tschudowo befindet sich ein Nekrassow-Museum – der Dichter verbrachte hier die Sommermonate 1871–1876. Im nahen Dorf Sjabrennizy gibt es ein Museum für den Schriftsteller Gleb Uspenski, welcher dort zwischen 1881 und 1892 lebte und arbeitete. In der Nähe Tschudowos liegt auch der klassizistische Landsitz Grusino des Grafen Alexei Araktschejew aus den 1810er Jahren.

## Wirtschaft
In Tschudowo sind Betriebe der holzverarbeitenden Industrie (Sperrholz- und Furnierfabrik der finnischen UPM-Kymmene, Streichholzfabrik Russkaja spitschka), des Maschinenbaus (Energomasch), der Bauwirtschaft (Betoneisenbahnschwellen) und der Lebensmittelindustrie (Schokoladenfabrik der britischen Dirol-Cadbury) angesiedelt.

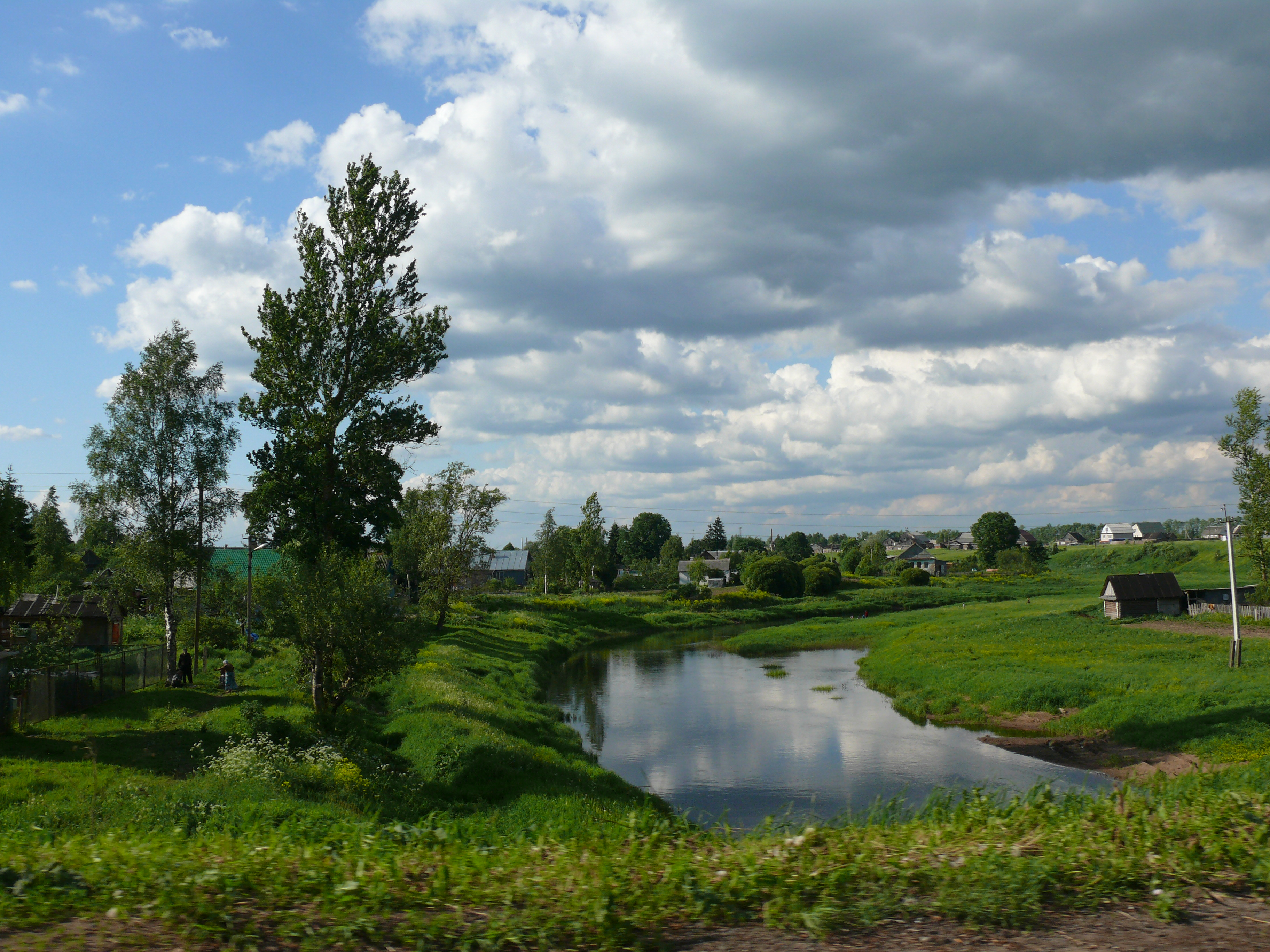
Die Kerest in Tschudowo
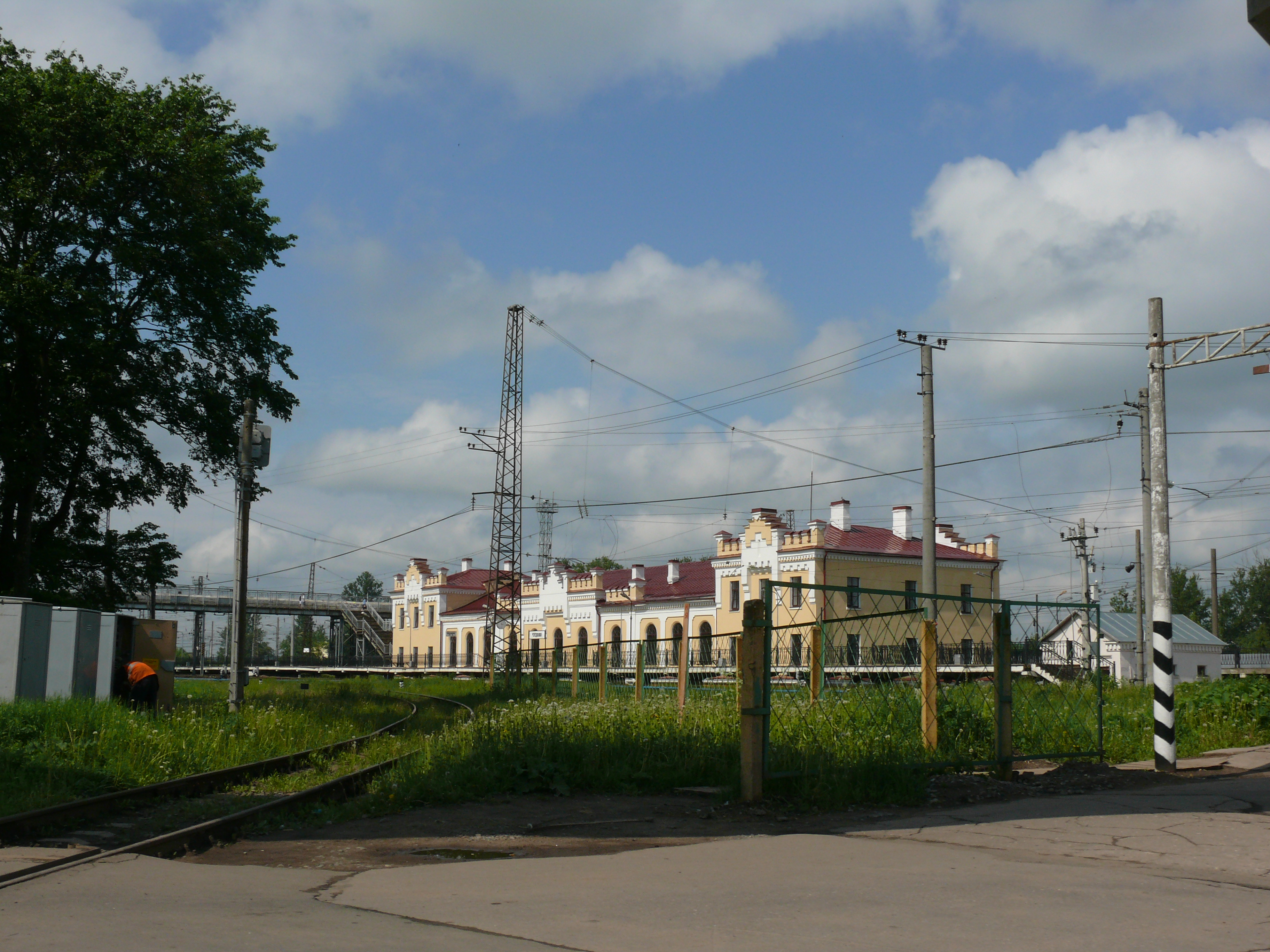
Bahnhof Tschudowo

## Söhne und Töchter der Stadt
- Gai Iljitsch Sewerin (1926–2008), Mitglied der Russischen Akademie der Wissenschaften